# Fuyang
Fuyang (富阳区S, XiaoshanP) è un distretto della Cina, situato nella provincia dello Zhejiang.